# ISO 3166-2:GW
ISO 3166-2:GW — стандарт Международной организации по стандартизации, который определяет геокоды. Является подмножеством стандарта ISO 3166-2, относящимся к Гвинее-Бисау.
Стандарт охватывает 1 столичный регион Бисау, 3 провинции и 8 регионов Гвинеи-Бисау. Каждый геокод состоит из двух частей: кода Alpha2 по стандарту ISO 3166-1 для Гвинеи-Бисау — GW и дополнительного кода, записанных через дефис. Дополнительные: однобуквенный код провинций образован аббревиатурой названия провинции, двухбуквенный код регионов образован созвучно названию региона. Геокоды провинций и регионов являются подмножеством кодов домена верхнего уровня — GW, присвоенного Гвинее-Бисау в соответствии со стандартами ISO 3166-1.

## Геокоды Гвинеи-Бисау первого уровня
Геокоды 3 провинций административно-территориального деления Гвинеи-Бисау.
| Геокод | Административная единица | Статус    |
| ------ | ------------------------ | --------- |
| GW-L   | Восточная провинция      | провинция |
| GW-N   | Северная провинция       | провинция |
| GW-S   | Южная провинция          | провинция |

## Геокоды Гвинеи-Бисау второго уровня
Геокоды 9 регионов административно-территориального деления Гвинеи-Бисау
| Геокод | Административная единица | Статус           | В составе |
| ------ | ------------------------ | ---------------- | --------- |
| GW-BS  | Бисау                    | столичный регион | —         |
| GW-BA  | Бафата                   | регион           | GW-L      |
| GW-BM  | Биомбо                   | регион           | GW-N      |
| GW-BL  | Болама                   | регион           | GW-S      |
| GW-CA  | Кашеу                    | регион           | GW-N      |
| GW-GA  | Габу                     | регион           | GW-L      |
| GW-OI  | Ойо                      | регион           | GW-N      |
| GW-QU  | Кинара                   | регион           | GW-S      |
| GW-TO  | Томбала                  | регион           | GW-S      |

## Геокоды пограничных Гвинее-Бисау государств
- Сенегал — ISO 3166-2:SN (на севере),
- Гвинея — ISO 3166-2:GN (на юго-востоке).